# ناتالیا مونتهانو
ناتالیا مونتهانو (انگلیسی: Natalia Munteanu؛ زادهٔ ۱ دسامبر ۱۹۹۳) بازیکن فوتبال اهل مولداوی است.
وی همچنین در تیم ملی فوتبال Moldova بازی کرده‌است.